# Макберни, Оливер
Оливер Роберт Макберни (англ. Oliver Robert McBurnie; родился 4 июня 1996, Лидс), также известный как Оли Макберни (англ. Oli McBurnie) — профессиональный футболист, нападающий клуба «Лас-Пальмас». Выступал за национальную сборную Шотландии.
Выступал за английские клубы «Брэдфорд Сити», «Честер», «Суонси Сити», «Ньюпорт Каунти», «Бристоль Роверс», «Барнсли» и «Шеффилд Юнайтед».
Родился в Англии, но на международном уровне представляет Шотландию. В первой сборной Шотландии дебютировал в марте 2018 года.

## Клубная карьера
Уроженец Лидса, в детстве Оли Макберни болел за шотландский «Рейнджерс». Футбольную карьеру начал в академии клуба «Лидс Юнайтед». В 2010 году был отпущен клубом, после чего стал игроком академии клуба «Брэдфорд Сити». В августе 2013 года сыграл за молодёжную команду «Манчестер Юнайтед» на Молочном кубке. 23 августа 2013 года Макберни подписал с «Брэдфордом» свой первый профессиональный контракт. 9 ноября 2013 года он дебютировал в основном составе «Брэдфорд Сити» в матче Кубка Англии против «Ротерем Юнайтед». 1 декабря 2013 года Макберни впервые сыграл в рамках лиги, выйдя на замену Наки Уэллсу в матче Лиги 1 против «Олдем Атлетик».
22 января 2015 года Макберни отправился в аренду в клуб «Честер». 20 февраля был отозван из аренды из-за серии травм игроков основного состава «Брэдфорд Сити». 6 марта 2015 года он вновь отправился в аренду в «Честер». В общей сложности провёл за «Честер» 14 матчей и забил 5 мячей.
13 июля 2015 года Макберни перешёл в «Суонси Сити», подписав с клубом трёхлетний контракт.
26 ноября 2015 года отправился в аренду в клуб Лиги 2 «Ньюпорт Каунти». Два дня спустя дебютировал за клуб в матче Лиги 2 против «Лутон Таун», выйдя на замену на 58-й минуте, а затем сделав хет-трик. 24 декабря 2015 года был отозван из аренды, вернувшись в «Суонси Сити».
7 марта 2016 года отправился в аренду в «Бристоль Роверс» до конца сезона 2015/16. На следующий день дебютировал за клуб в матче Лиги 2 против «Уимблдона».
23 августа 2016 года Макберни дебютировал в основном составе «Суонси Сити» в матче Кубка Английской футбольной лиги против «Питерборо Юнайтед», забив два мяча в ворота соперника.
31 августа 2017 года отправился в аренду в клуб Чемпионшипа «Барнсли», однако переход сорвался из-за «некорректного оформления бумаг», после чего нападающий вернулся в «Суонси». 31 января 2018 года он всё-таки отправился в аренду в «Барнсли». 10 февраля 2018 года забил свой первый гол за «Барнсли» в матче против «Шеффилд Уэнсдей». В первых восьми играх за команду он забил шесть мячей, после чего был признан лучшим игроком февраля в Чемпионшипе. Тогда же он получил свой первый вызов в первую сборную Шотландии. 28 апреля 2018 года Макберни был признан лучшим игроком года в «Барнсли».
В сезоне 2018/19 Макберни был игроком основного состава «Суонси Сити», сыграв 42 матча и забив 22 мяча в рамках Чемпионшипа.
15 июля 2019 года «Суонси Сити» отверг предложение «Шеффилд Юнайтед» о трансфере Макберни. Позднее «Шеффилд Юнайтед» увеличил своё предложение до 20 млн фунтов, после чего «Суонси Сити» принял его. 2 августа 2019 года Оли Макберни подписал четырёхлетний контракт с «Шеффилд Юнайтед». Сумма трансфера (17 млн фунтов сразу и 3 млн в качестве бонусов) стала рекордной как для «Шеффилд Юнайтед», так и для шотландских футболистов вообще. Однако уже через несколько дней рекорд по сумме трансфера шотландского футболиста был побит, когда Киран Тирни перешёл из «Селтика» в «Арсенал» за 25 млн фунтов.
10 августа 2019 года Макберни дебютировал в Премьер-лиге в матче против «Борнмута». 24 августа 2019 года забил свой первый гол за «клинков» в матче против «Лестер Сити». Сезон 2019-20 он стал лучшим бомбардиром «Шеффилд Юнайтед», забив шесть мячей.
В апреле 2022 года он получил травму стопы и выбыл на несколько месяцев.
26 августа 2022 года он забил свой первый гол в лиге за 43 матча (с декабря 2020 года), сравняв счет в матче против «Лутон Таун».

## Карьера в сборной
14 ноября 2014 года дебютировал в составе сборной Шотландии до 19 лет под руководством Рики Сбраджа в матче против Нидерландов. 13 ноября 2015 года дебютировал за сборную Шотландии до 21 года в матче против Украины.
В марте 2018 года главный тренер сборной Шотландии Алекс Маклиш вызвал Макберни в первую сборную. 23 марта 2018 года он дебютировал за сборную в матче против Коста-Рики.

## Достижения
- Игрок месяца в Чемпионшипе: февраль 2018
- Игрок года в «Барнсли»: 2017/18[19]